# Coup de vent dans les plaines d'Alfa
Coup de vent dans les plaines d'Alfa est une peinture orientaliste à l'huile sur toile du peintre français Eugène Fromentin, datée et signée de 1864, et conservée dans une collection privée. Elle représente un groupe de cavaliers sous le vent, dans une plaine d'Algérie.
Elle est exposée au Salon de 1864, dont elle constitue l'une des œuvres les plus remarquées.

## Réalisation
Avant de concevoir cette œuvre, Fromentin peint Cavaliers arabes sous le vent, une huile sur panneau datée de 1857, première d'une série de peintures explorant la thématique du groupe de cavaliers affrontant le vent du désert (ici, le sirocco). 
Fromentin déclare lui-même que ce sujet artistique lui plaît, et est « bien trouvé pour une dimension plus grande ». Il réalise plusieurs dessins préparatoires, dont celui intitulé Cavaliers arabes dans un coup de vent, une petite aquarelle sur traits à la mine de plomb sur papier, représentant trois cavaliers à cheval et un pied à terre tournant le dos au vent, et dont la gestion du mouvement du vent et de la couleur rappellent le Coup de vent dans les plaines d'Alfa. Un autre dessin préparatoire, au fusain sur papier crème, est conservé dans une collection familiale.

## Description
Coup de vent dans les plaines d'Alfa est une peinture à l'huile sur toile, signée en bas à droite sous la mention « Eug. Fromentin ». La peinture est datée en bas à gauche de 1864. Ses dimensions sont de 116,8 cm de haut pour 162,8 cm de large,.
Elle représente cinq cavaliers face à un vent qui, d'après la description de James Thompson et Barbara Wright, « gonfle leurs burnous comme les voiles d'un navire » et qui aplatit presque totalement l'alfa.

## Analyse
Thompson et Wright considèrent qu'il s'agit d'« une des œuvres les plus puissantes de Fromentin ».
D'après l'ouvrage Chevaux et cavaliers arabes dans les arts d'orient et d'occident, Fromentin « évite le caractère anecdotique des scènes de genre en donnant une tension dramatique à son œuvre. »

## Parcours du tableau
Coup de vent dans les plaines d'Alfa est exposé pendant l'édition de 1864 du salon de peinture et de sculpture, sous le numéro 758. Théophile Thoré déclare que la peinture a été « achetée par un amateur de Manchester » en 1865, information qui ne peut être vérifiée. Elle arrive dans la collection de David Sellar, puis dans celle de Louis Sarlin, avant d'être vendue aux enchères le 2 mars 1918 à Paris et d'arriver dans la collection Tanenbaum, puis dans celle de Rex Ingram.
Le tableau est vendu aux enchères à Los Angeles le 12 mars 1979, sous le numéro de lot 50, puis une nouvelle fois par Sotheby's, le 22 mai 1985 (sous le numéro de lot 9), ce qui permet de le voir à la Mathaf Gallery de Londres.
Il est exposé à Sydney en 1997. Ce tableau est actuellement toujours dans une collection privée.